# 琦莉·霍斯
克萊兒·茱莉亞·霍斯（1976年2月10日—）或稱藝名琦莉·霍斯（英語：Clare Julia Hawes），英格蘭女演員。憑藉電視劇《军情五处》（2002年至2004年）中的柔伊·雷諾茲一角而聲名鵲起，之後又在《灰飞烟灭》中主演艾莉克絲·德雷克。其他電視作品如《臨時空缺》（2015年）、《反腐先鋒》（2014年至2016年）、《內政保鑣》（2018年）和《米德威區杜鵑》（2022年）。
霍斯出演過的著名電影包括《葬禮上的死亡》（2007年）、《摩天樓》（2015年）、《愛美獎行動》（2020年）和《致奥利维亚》（2021年）。
她還在多部《古墓丽影》遊戲中為蘿拉·卡芙特配音，如《古墓奇兵：不死傳奇》、《古墓奇兵：重返禁地》、《古墓丽影：地下世界》和《劳拉与光之守护者》。

## 早期生活
克萊兒·茱莉亞·霍斯生於倫敦帕丁頓的聖瑪麗醫院，在马里波恩的一間公營房屋里長大。她是四個孩子中最小的一個。霍斯就讀西爾維亞青年戲劇學校，在此與歌手爱玛·邦顿和演員凱莉·布萊特成為朋友。十幾歲的時候，她從事過各種兼職工作，包括賭場、Sainsbury's和麥當勞。在六年級時，一位模特兒偵察員在牛津街接觸了她，並與Select Model Management簽約。她為青少年雜誌《Shout》當模特兒後，成為《柯夢波丹》的時尚實習生。在此期間，她首先被要求試鏡一部電影。
我們不是表演家庭，但父母一直鼓勵我。我敢肯定爸爸會把我的節目宣傳給所有搭他計程車的人，對收視率一定有幫助！

## 外部連結
- 琦莉·霍斯在互联网电影资料库（IMDb）上的資料（英文）
- 琦莉·霍斯在豆瓣上的资料（简体中文）
- Keeley Hawes (interview) - BBC Spooks
- Keeley Hawes Interview - Ashes to Ashes, Sky UK